# Lippia carviodora
Lippia carviodora là một loài thực vật có hoa trong họ Cỏ roi ngựa. Loài này được Meikle mô tả khoa học đầu tiên năm 1948 publ. 1949.